# Hellalive
Albums de Machine Head
Supercharger
(2001) Through the Ashes of Empires
(2003)
Hellalive est le premier album live du groupe de thrash metal Machine Head, sorti le 11 mars 2003.
La plupart des pistes ont été enregistrées en public le 8 décembre 2001 au Brixton Academy de Londres, sauf « None But My Own » et « The Burning Red » qui sont tirés de leur concert au festival With Full Force le 7 juillet 2002. Ceci explique la présence de Phil Demmel sur ces deux titres en tant que guitariste, à la place de Ahrue Luster, qui a quitté le groupe en 2002.

## Liste des titres de l'album
| 1.    | Bulldozer                       | 5:01 |
| 2.    | The Blood, the Sweat, the Tears | 4:16 |
| 3.    | Ten Ton Hammer                  | 5:01 |
| 4.    | Old                             | 4:59 |
| 5.    | Crashing Around You             | 4:59 |
| 6.    | Take My Scars                   | 5:04 |
| 7.    | I'm Your God Now                | 6:22 |
| 8.    | None But My Own                 | 7:16 |
| 9.    | From This Day                   | 5:09 |
| 10.   | American High                   | 3:34 |
| 11.   | Nothing Left                    | 5:33 |
| 12.   | The Burning Red                 | 6:09 |
| 13.   | Davidian                        | 6:00 |
| 14.   | Supercharger                    | 7:35 |
| 77:36 |                                 |      |